# Виттерсайм
Виттерса́йм (фр. Wittersheim) — коммуна на северо-востоке Франции в регионе Гранд-Эст (бывший Эльзас — Шампань — Арденны — Лотарингия), департамент Нижний Рейн, округ Агно-Висамбур, кантон Агно. До марта 2015 года коммуна в составе кантона Агно административно входила в состав округа Агно.

## Географическое положение
Коммуна расположена на расстоянии около 390 км от Парижа и на 23 км на юг от Страсбурга.
Площадь коммуны — 7,05 км², население — 572 человека (2006) с тенденцией к росту: 599 человек (2013), плотность населения — 85,0 чел/км².

## Население
Население коммуны в 2011 году составляло 603 человека, в 2012 году — 597 человек, а в 2013-м — 599 человек.
| 1962 | 1968 | 1975 | 1982 | 1990 | 1999 | 2006 | 2008 | 2011 | 2012 | 2013 |
| ---- | ---- | ---- | ---- | ---- | ---- | ---- | ---- | ---- | ---- | ---- |
| 401  | 418  | 414  | 444  | 443  | 503  | 572  | 603  | 603  | 597  | 599  |

Динамика населения:

## Экономика
В 2010 году из 402 человек трудоспособного возраста (от 15 до 64 лет) 308 были экономически активными, 94 — неактивными (показатель активности 76,6 %, в 1999 году — 73,3 %). Из 308 активных трудоспособных жителей работали 294 человека (158 мужчин и 136 женщин), 14 числились безработными (5 мужчин и 9 женщин). Среди 94 трудоспособных неактивных граждан 38 были учениками либо студентами, 39 — пенсионерами, а ещё 17 — были неактивны в силу других причин.

## Достопримечательности (фотогалерея)
- Церковь
- Интерьер
- Орган (1859)